# Африканські черв'яги
Африканські черв'яги (Scolecomorphidae) — родина земноводних ряду Безногі земноводні. Має 2 роди та 6 видів.

## Опис
Загальна довжина представників цієї родини коливається від 14 до 47,8 см. Самиці трохи більші за самців. Самиці мають більше хребців, ніж самці. Характеризуються широкою діастемою між передсошниковими і піднебінними зубами. Копулятивний орган має багато великих і дрібних шипиків. Очі вкриті кісткою. У цих безногих веслоподібне щупальце розташоване нижче ніздрі. На відміну від інших родин черв'яг мають первинні кільця, проте у них відсутні вторинні і третинні кільця. Кільцеві канавки відсутні шкірні масштабах. забарвлення спини чорне або коричневе. Черево світліше.

## Спосіб життя
Полюбляють вологі тропічні ліси. Значний час проводять, риючи ходи у ґрунті. На поверхні можуть з'являтися вночі. Живляться безхребетними.
Це живородні земноводні.

## Розповсюдження
Мешкають у східній та екваторіальній Африці: від Камеруну до Танзанії та Малаві.

## Роди
- Crotaphatrema
- Scolecomorphus